# Gruta da Malha
A Gruta da Malha é uma gruta portuguesa localizada na freguesia dos Biscoitos, concelho da Praia da Vitória, ilha Terceira, arquipélago dos Açores.
Esta cavidade apresenta uma geomorfologia de origem vulcânica em forma de tubo de lava localizado em planalto. Apresenta um comprimento de 450 m. e devido às suas carateristicas esta formação geológica encontra-se classificada como fazendo parte da Rede Natura 2000.